# Small Wonder Records
Small Wander Records war ein unabhängiges englisches Plattenlabel, das auf die Veröffentlichung von Punkbands spezialisiert war. Es entstand aus einem Plattengeschäft gleichen Namens in der Hoe Street, Walthamstow, E17, im Osten Londons.
Wichtige Künstler, die auf dem Label veröffentlicht wurden, waren unter anderem Bauhaus, Crass, The Cure, Patrik Fitzgerald, die Cockney Rejects, die Poison Girls, Punishment of Luxury und die Angelic Upstarts.

## Veröffentlichungen

### Alben
- Weeny-2 Crass - The Feeding Of The 5000
- Cravat-1 Cravats - Cravats In Toytown LP

### Singles
- Small One Puncture - Mucky Pup / You Can't Rock n Roll In A Council Flat 7"
- Small Two Zeros - Hungry / Radio Fun 7"
- Small Three Carpettes - How About Me And You 7" (4 track EP)
- Small Four Patrik Fitzgerald - Safety-Pin Stuck In My Heart 7" (6 track EP)
- Small Five Menace - GLC / I'm Civilised 7"
- Small Six Patrick Fitzgerald - Backstreet Boys 7" (4 track EP)
- Small Seven Leyton Buzzards - 19 & Mad / Villain / Youthanasia 7"
- Small Eight Punishment Of Luxury - Puppet Life / The Demon 7"
- Small Nine Carpettes - Small Wonder / 2 NE 1  7"
- Small Ten Demon Preacher - Little Miss Perfect / Perfect Dub 7"
- Small Eleven The Cure - Killing An Arab / 10.15 On A Saturday Night 7" (Später auf Fiction wiederveröffentlicht)
- Small Twelve Nicky & The Dots - Never Been So Stuck / Linoleum Walk 7"
- Small Thirteen Wall - New Way / Suckers / Uniforms 7"
- Small Fourteen Molesters - Disco Love / Commuter Man 7"
- Small Fifteen Cravats - The End 7" (3 track EP)
- Small Sixteen Menace - Last Year's Youth / Carry No Banners 7"
- Small Seventeen Murder The Disturbed - Genetic Disruption 7" (3 track EP)
- Small Eighteen Molesters - End Of Civilisation / Girl Behind The Curtain 7"
- Small Nineteen Cockney Rejects - Flares 'n' Slippers / Police Car / I Wanna Be A Star 7"
- Small Twenty Fatal Microbes - Violence Grows / Beautiful Pictures / Cry Baby 7"
- Small Twenty-One Wall - Exchange / Kiss The Mirror 7"
- Small Twenty-Two English Subtitles - Time Tunnel / Sweat / Reconstruction 7"
- Small Twenty-Three Proles - Soft Ground / SMK 7"
- Small Twenty-Four Cravats - Precinct / Who's In Here With Me? 7"
- Small Twenty-Five Cravats - You're Driving Me / I Am The Dreg 7"
- Small Twenty-Six Cravats - Off The Beach / And The Sun Shone 7"
- Small Twenty-Seven Anthrax - They've Got It All Wrong 7" (4 Track EP)
- Small Twenty-Eight Camera Obscura - Destitution / Race In Athens 7"
- RT/SW-001 Angelic Upstarts - Murder Of Liddle Towers / Police Oppression 7" (Neuauflage)
- Weeny 1 Patrik Fitzgerald - Paranoid Ward EP 12" 9 track EP, also on 7"
- Weeny 2 Crass - Feeding Of The Five Thousand 12" (18 track EP, später auf dem Crass-Label wiederveröffentlicht)
- Weeny 3 Poison Girls / Fatal Microbes - Closed Shop / Piano Lessons / Violence Grows / Beautiful Pictures 12"
- Weeny 4 Poison Girls - Hex 12" (8 track EP, reissued on Crass)
- Teeny 2 Bauhaus - Bela Lugosi's Dead / Boys / Dark Entries (Demo) 12" (weißes Vinyl, Auflage 5000 - später mehrfach wiederveröffentlicht)